# Wyżnia Kopa
Wyżnia Kopa (1715 m) – wzniesienie w progu oddzielającym Dolinę Pięciu Stawów Polskich od Doliny Roztoki w polskich Tatrach Wysokich. W progu tym są dwa takie wzniesienia; Wyżnia Kopa i Niżnia Kopa. Stanowią one ważne punkty orientacyjne. Wyżnia Kopa znajduje się pomiędzy Wielkim i Przednim Stawem. Jej względna wysokość nad lustrem wody w Wielkim Stawie wynosi 50 m. Do Doliny Roztoki opada z niej ściana o wysokości kilkudziesięciu metrów, wszystkie pozostałe stoki są łagodne i porośnięte kosodrzewiną i borówkami. Po zachodniej stronie Wyżniej Kopy wypływa z Wielkiego Stawu potok Roztoka opadający na progu wodospadem Siklawa, po wschodniej stronie z obniżenia między Wyżnią i Niżnią Kopą opada do Doliny Roztoki Litworowy Żleb.

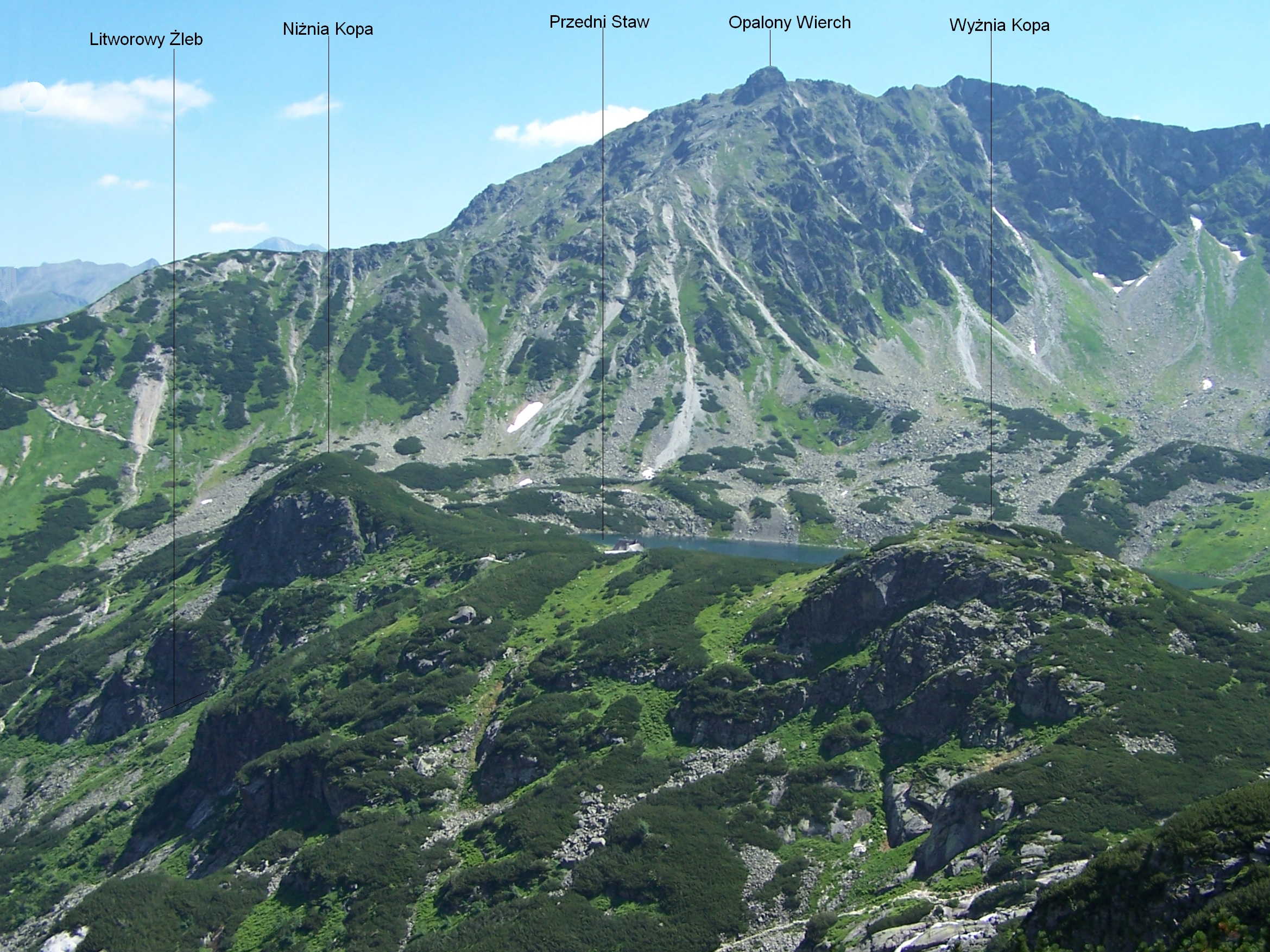
Widok z podejścia na Krzyżne